# A Haladók
A Haladók (lettül Progresīvie) egy lettországi szociáldemokrata, baloldali zöld párt. A pártot 2017-ben alapították meg, az európai zöld pártokhoz hasonlóan egy férfi és egy női társelnökséggel rendelkezik.

## Története
A pártot 2017-ben alapították meg. Célja, hogy Lettország szabadabb ország legyen a külföldi befektetők számára, továbbá megálljon a kivándorlás, mely ma is gondot okoz Lettország számára.

## Választási eredmények
| Választás éve | Szavazatok száma | Szavazatok aránya | Mandátumok száma | Parlamenti státusz |
| ------------- | ---------------- | ----------------- | ---------------- | ------------------ |
| 2018          | 22 078           | 2,63%             | 0                | nem jutott be      |
| 2022          | 56 327           | 6,23%             | 10               | ellenzék           |

| Választás éve | Szavazatok száma | Szavazatok aránya | Mandátumok száma |
| ------------- | ---------------- | ----------------- | ---------------- |
| 2019          | 13 705           | 2,91%             | 0                |

## További infók
- a párt weboldala